# Christopher Brandt
Christopher Brandt er en popsanger fra Danmark.
Christopher Brandt deltog i det danske Melodi Grand Prix 2011 med sangen "Emma", som han havde skrevet sammen med Sisse Søby.